# Danny Bowes
Danny Bowes (West Ham, 14 aprile 1960) è un cantante britannico celebre per essere membro della band hard rock/heavy metal Thunder.

## Biografia
Nato a West Ham, studiò all'Haberdashers' Hatcham College di New Cross. Divenuto noto nella band Terraplane,    fu fondatore e cantante principale della band Thunder, del quale ha sempre fatto parte
Bowes si è messo in viaggio con un altro compagno di band dei Thunder, Ben Matthews, per diversi concerti intitolati "An Evening With Danny & Ben From Thunder" all'inizio del 2012 e ha contribuito come voce ad alcuni album di Dean Howard, ex membro dei Gillan e successivamente dei Cats in Space.

## Incidente
Nell'agosto del 2022 Danny ha subito un trauma cranico a causa di un incidente domestico, che lo ha condotto in terapia intensiva.

## Discografia

### Solista
- 2002 - Moving Swifty Along
- 2003 - Mo's Barbeque

### Con i Thunder
- 1990 - Back Street Symphony
- 1992 - Laughing on Judgement Day
- 1995 - Behind Closed Doors
- 1996 - The Thrill of It All
- 1999 - Giving the Game Away
- 2003 - Shooting at the Sun
- 2005 - The Magnificent Seventh
- 2008 - Bang!
- 2015 - Wonder Days
- 2017 - Rip It up
- 2019 - Please Remain Seated
- 2021 - All the Right Noises
- 2022 - Dopamine

### Con i Terraplane
- 1985 - Black and White
- 1987 - Movin Target